# Paul Gebel
Paul Gebel (* 12. Mai 1893 in Lassisken; † 4. November 1972) war ein deutscher Landwirt und Politiker (DNVP).

## Leben
Gebel wirkte als Landwirt in Lassisken. Er leistete Militärdienst beim 2. Garde-Regiment zu Fuß und nahm als Soldat am Ersten Weltkrieg teil. Nach dem Krieg trat er in die DNVP ein, wurde Gemeindevorsteher von Lassisken und 1924 Mitglied des Kreistages und des Kreisausschusses des Kreises Groß Wartenberg. Seit 1931 war er Mitglied des Provinziallandtages von Niederschlesien. 1932 wurde er in den Preußischen Landtag gewählt, dem er bis zu dessen Auflösung im Oktober 1933 angehörte.
Nach Flucht und Vertreibung lebte er zunächst, wieder als Landwirt, einige Jahre in Garnsdorf bei Chemnitz, um in den 1950er Jahren mit seiner Familie nach Westdeutschland – Nähe Düsseldorf – umzusiedeln, wo er bis zu seinem Tod lebte.